# Per Wästberg
Pour les articles homonymes, voir Wastbërg.
Per Wästberg, né le 20 novembre 1933 à Stockholm, est un écrivain suédois, membre de l'Académie suédoise depuis 1997. 

## Biographie
Il est diplômé de l'Université d'Uppsala. De 1976 à 1982, il est le rédacteur en chef du plus grand quotidien national de Suède, dont il est un proche collaborateur depuis 1953 : le Dagens Nyheter. Wästberg a toujours été un fervent défenseur des droits de l'homme : il préside le PEN club International de 1979 à 1986 et fonde la branche suédoise d'Amnesty International en 1963. Parallèlement, il s'implique dans les grands combats anti-colonialistes et est particulièrement actif dans la lutte contre l'apartheid en Afrique du Sud où il est devenu un ami intime de Nadine Gordimer.
En 1959, il est expulsé de Rhodésie et, après la publication de På Svarta Listan (Sur la liste noire) est interdit de séjour simultanément en Rhodésie et en Afrique du Sud à partir de 1960. Il n'a pu retourner en Afrique du Sud qu'à partir de 1990, après la libération de Nelson Mandela. La plupart de ses ouvrages est consacrée au témoignage de ses engagements progressistes et humanistes et traite des problèmes du tiers monde.

## Liste des ouvrages publiés
Titres en suédois

### Romans
- Pojke med såpbubblor (korta berättelser, 1949)
- Ett gammalt skuggspel (1952)
- Halva kungariket (1955)
- Arvtagaren (1958)
- Vattenslottet (1968)
- Luftburen (1969)
- Jordmånen (1972)
- Eldens skugga (1986)
- Bergets källa (1987)
- Ljusets hjärta (1991)
- Vindens låga (1993)

### Poésie
- Tio atmosfärer (1963)
- Enkel resa (1964)
- En avlägsen likhet (1983)
- Frusna tillgångar (1990)
- Förtöjningar (1995)
- Tre rader (1998)
- Raderingar(1999)
- Fortifikationer (2001)
- Tillbaka i tid (2004)

### Sur l'Afrique et le tiers monde
- Förbjudet område (1960)
- På svarta listan (1960)
- Afrika berättar (1961)
- Afrika-ett uppdrag (1976)
- I Sydafrika - resan till friheten (1995)
- Modern afrikansk litteratur (essäer) (1969)
- Afrikansk poesi (1971)
- Resor, intervjuver, porträtt, politiska analyser från en långvarig vistelse i Sydafrika (1994)

### Biographies et essais
- Ernst och Mimmi, biografi genom brev (1964)
- Alice och Hjördis Två systrar (1994)
- En dag på världsmarknaden (1967)
- Berättarens ögonblick (1977)
- Obestämda artiklar (1981)
- Bestämda artiklar (1982)
- Frukost med Gerard (1992)
- Lovtal (1996)
- Ung mans dagbok (1996)
- Ung författares dagbok (1997)
- Duvdrottningen (1998)
- Edith Whartons hemliga trädgård (2000)
- Övergångsställen (2002)